# Macrocephenchelys brevirostris
Macrocephenchelys brevirostris är en fiskart som först beskrevs av Chen och Weng, 1967.  Macrocephenchelys brevirostris ingår i släktet Macrocephenchelys och familjen havsålar. Inga underarter finns listade i Catalogue of Life.